# Stasimopus rufidens
Stasimopus rufidens är en spindelart som först beskrevs av Anton Ausserer 1871.  Stasimopus rufidens ingår i släktet Stasimopus och familjen Ctenizidae. Inga underarter finns listade i Catalogue of Life.